# دوايت باسكال
دوايت باسكال (بالإنجليزية: Dwight Pascal)‏ هو لاعب كرة قدم بريطاني في مركز الدفاع، ولد في 7 مارس 2001 في حي هكني في لندن في المملكة المتحدة. لعب مع نادي بارنت.

## وصلات خارجية
- دوايت باسكال على موقع قاعدة بيانات كرة القدم.إي يو (الإنجليزية)
- دوايت باسكال على موقع Soccerway.com (الإنجليزية)